# Epiphanes macroura
Epiphanes macroura is een soort in de taxonomische indeling van de raderdieren (Rotifera). 
Het dier behoort tot het geslacht Epiphanes en behoort tot de familie Epiphanidae. De wetenschappelijke naam van de soort werd voor het eerst geldig gepubliceerd in 1894 door Barrois & Daday.